# 常磐井家
常磐井家（ときわいけ）は、浄土真宗の開祖、親鸞の弟子真仏に始まる真宗高田派専修寺住職の家系。
第21世・堯熙（ぎょうき。1844年 -1919年）は関白近衛忠煕の子で、1872年（明治5年）、華族に列せられ、常磐井家を創設し、1896年（明治29年）に男爵を授けられ、兄の子である堯猷を養子とする、他にも一人養女がいる。
以下は堯猷（22世)（1872/3/15-1951/1/27)から見た子孫である
- 4女あり[4][1][注釈 1](内2女は庶子[5]))
- 長男・堯祺(23世[2])(1905/11/26-1992/5/8[3])
  - 孫・理(1948/9/2[3])
    - 曾孫・亘(1979/4/10[3])

  - 孫・隆(1963/7/24生[3])
- 次男・鸞猷(猷麿[4])(1932/9/25-[3]、2013年10月27日、子に専修寺法主を譲り24世法主を退位[6]2017年時点で存命が確認[7])
  - 孫・慈裕(慈祥とも[6])(1959/11/18[3])
  - 妻まや(藤田宏達(元札幌大谷短期大学長)の長女、高田派婦人連合会会長、1962-2022[8])